# Here She Comes Now/Venus in Furs
«Here She Comes Now»/«Venus in Furs» — це спільний сингл американських рок-гуртів Nirvana та Melvins. Він вийшов 1991 року і містив дві композиції: «Here She Comes Now», яку відіграли Nirvana, і «Venus in Furs», виконаної Melvins. Обидві композиції є кавер-версіями оригінальних треків The Velvet Underground.
Цей сингл вийшов кількістю 1000 копій і був доступний у 20 різних кольорах. Обкладинка синглу була зроблена таким чином, що бік Nirvana був схожий на альбом White Light/White Heat, тоді як бік Melvins нагадував альбом The Velvet Underground & Nico.
Пізніше, кавер-версія Nirvana увійшла в триб'ют-альбом Velvet Underground під назвою Heaven & Hell – A Tribute to The Velvet Underground а також 2004 року ввійшла до With the Lights Out.

## Список композицій
1. Nirvana: «Here She Comes Now» (Джон Кейл, Стерлінґ Моррісон, Лу Рід)
2. The Melvins: «Venus in Furs» (Лу Рід)